# レパ・ラディッチ
レパ・スヴェトザラ・ラディッチ（セルビア語キリル・アルファベット: Лепа Светозара Радић、1925年12月19日 - 1943年2月8日）は、セルビア出身のユーゴスラビア人パルチザンで共産主義者であり、第二次世界大戦における枢軸国に対する抵抗運動での役割が評価され、1951年に当時最年少でユーゴスラヴィア人民英雄勲章を授与された。彼女はドイツ軍に発砲した罪で17歳の若さで処刑された。ドイツ軍は彼女の首に縄をかける際、仲間や指導者の身元を明らかにするならば絞首台からの解放を申し出る。彼女は、自分は裏切り者ではないし、同志たちは彼女の死に報いるときに正体を明かすだろうと答えた。

## 生い立ち
ラディッチは1925年12月19日、ボサンスカ・グラディシュカ近郊のガシュニツァ村でセルビア人（ボスニア・ヘルツェゴビナのセルビア人）の家庭に生まれた。近くのビストリツァ（Bistrica）の小学校を卒業後、ボサンスカ・クルパの女子工芸学校の1年生に通い、残りの学年はボサンスカ・グラディシュカの学校で修了した。
生徒として、レパは勤勉さと真剣さを重視し、高度な文学を読むことにも興味を持っていた。労働運動に携わっていた叔父のヴラデタ・ラディッチ（Vladeta Radić）の強い影響を受け、中核的な立場を築いた。ユーゴスラビア共産主義青年同盟のメンバーになったのを皮切りに、1941年に15歳でユーゴスラビア共産党に入党した。

## 第二次世界大戦
1941年4月10日、ユーゴスラビア侵攻後、枢軸国はボサンスカ・グラディシュカとその周辺地域を含むクロアチア独立国を樹立した。
1941年11月、レパ・ラディッチと他の家族はウスタシャに逮捕されたが、潜入していたパルチザンの仲間の助けを借りて、レパと妹のダラは1941年12月23日に脱獄に成功した。脱獄後、彼女は第2クラジシュキ分遣隊の第7パルチザン中隊に加わった。
1943年2月、レパ・ラディッチはネレトヴァの戦いで負傷者をグルメチュの壕に運ぶ役割を担った。第7SS義勇山岳師団プリンツ・オイゲンとの戦闘中、彼女は捕らえられ、ボサンスカ・クルパに移され、そこで情報を引き出そうと数日間拷問を受けた後、絞首刑を宣告された。
首に縄をかけられ、彼女は叫んだ： 「共産党と党員万歳！人々よ、自由のために戦え！悪者に屈してはならない！私は殺されるが、私の仇を討つ者がいる！」。足場での最後の瞬間、ドイツ軍は壕の中にいる共産党の指導者と党員の名前を教える代わりに、彼女の命を助けると申し出たが、彼女はこう言って申し出を断った： 「私は同胞の裏切り者ではない。私は同胞の裏切り者ではありません。あなた方が尋ねている者たちは、あなた方すべての悪者を最後の一人まで一掃することに成功したときに、その姿を現すでしょう」。 レパ・ラディッチが公開処刑されたとき、彼女はまだ17歳だった。

## 関連画像

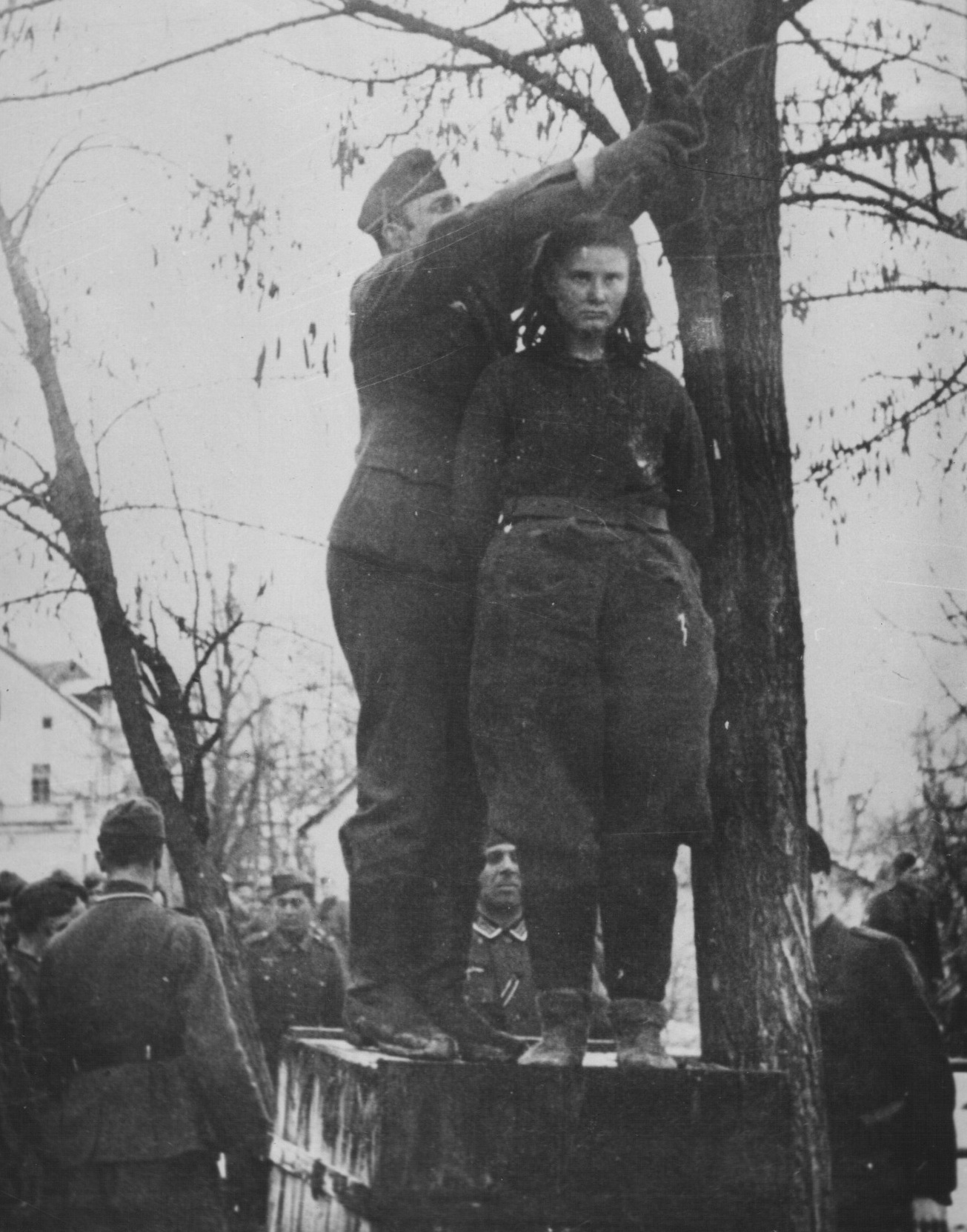
吊るされようとするレパ・ラディッチ（1943年2月）。
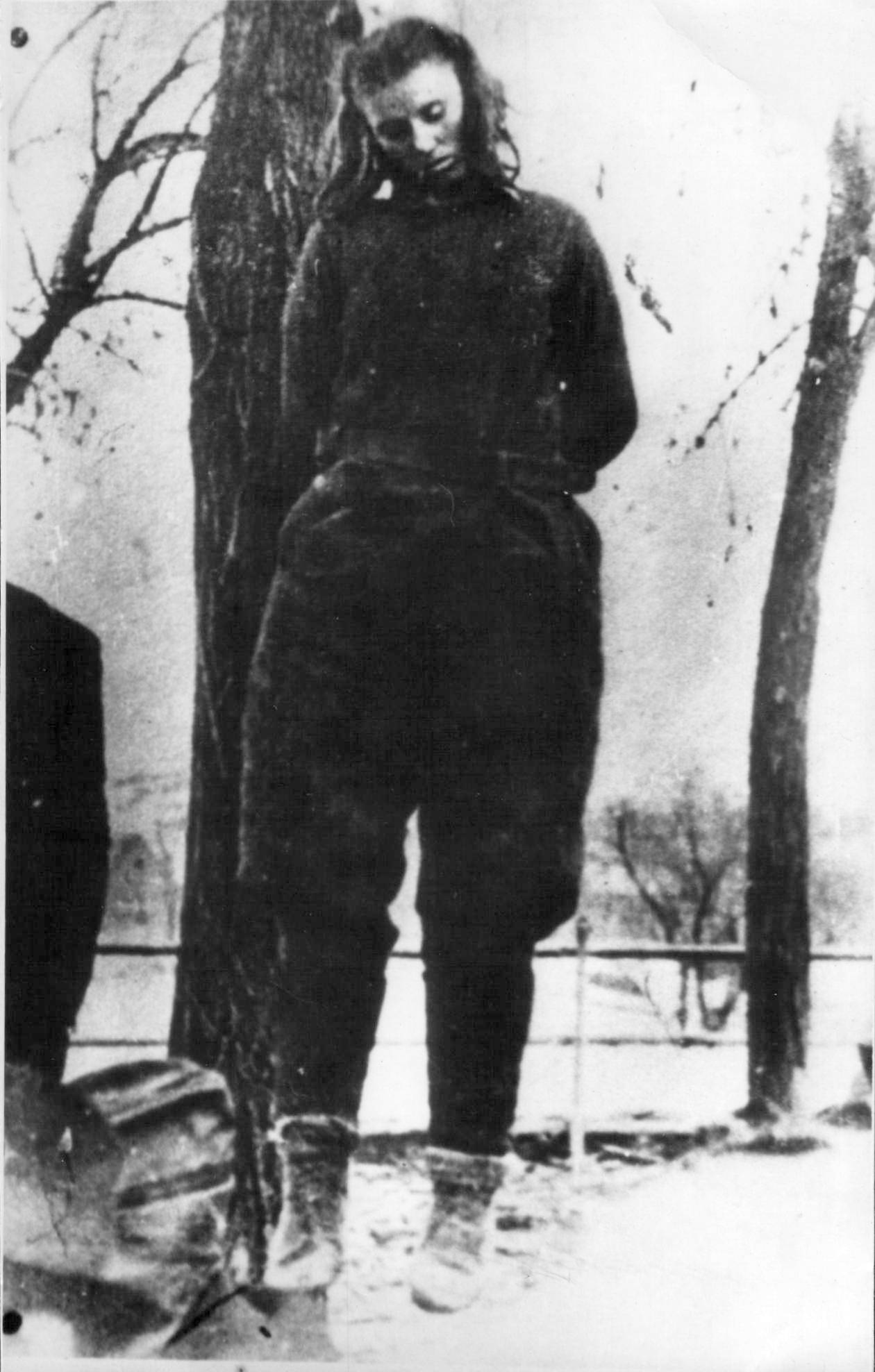
足場を外されて吊るされたレパ・ラディッチ。
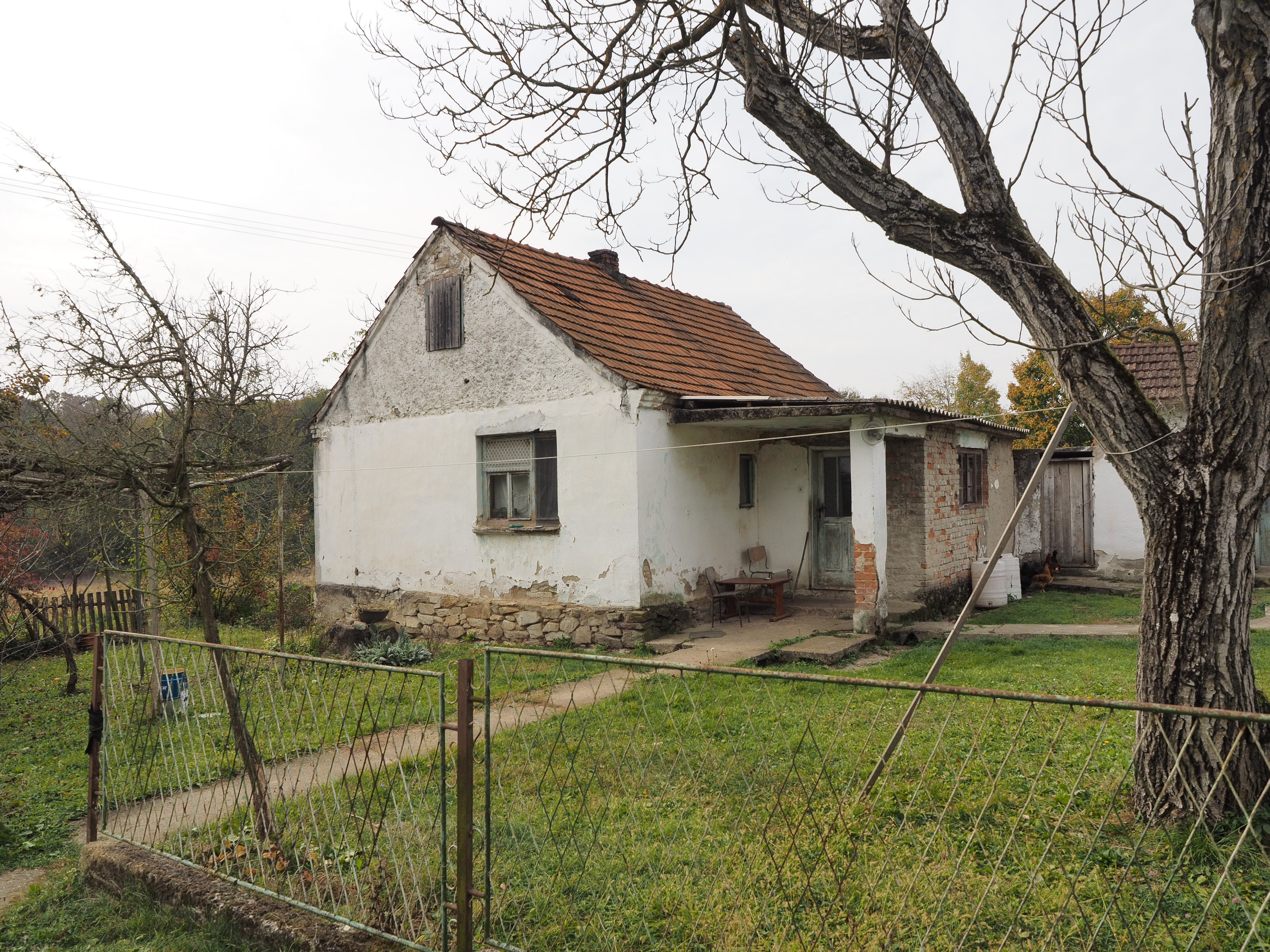
ガシュニツァ村の生家跡、戦争で破壊されて元の家はない。
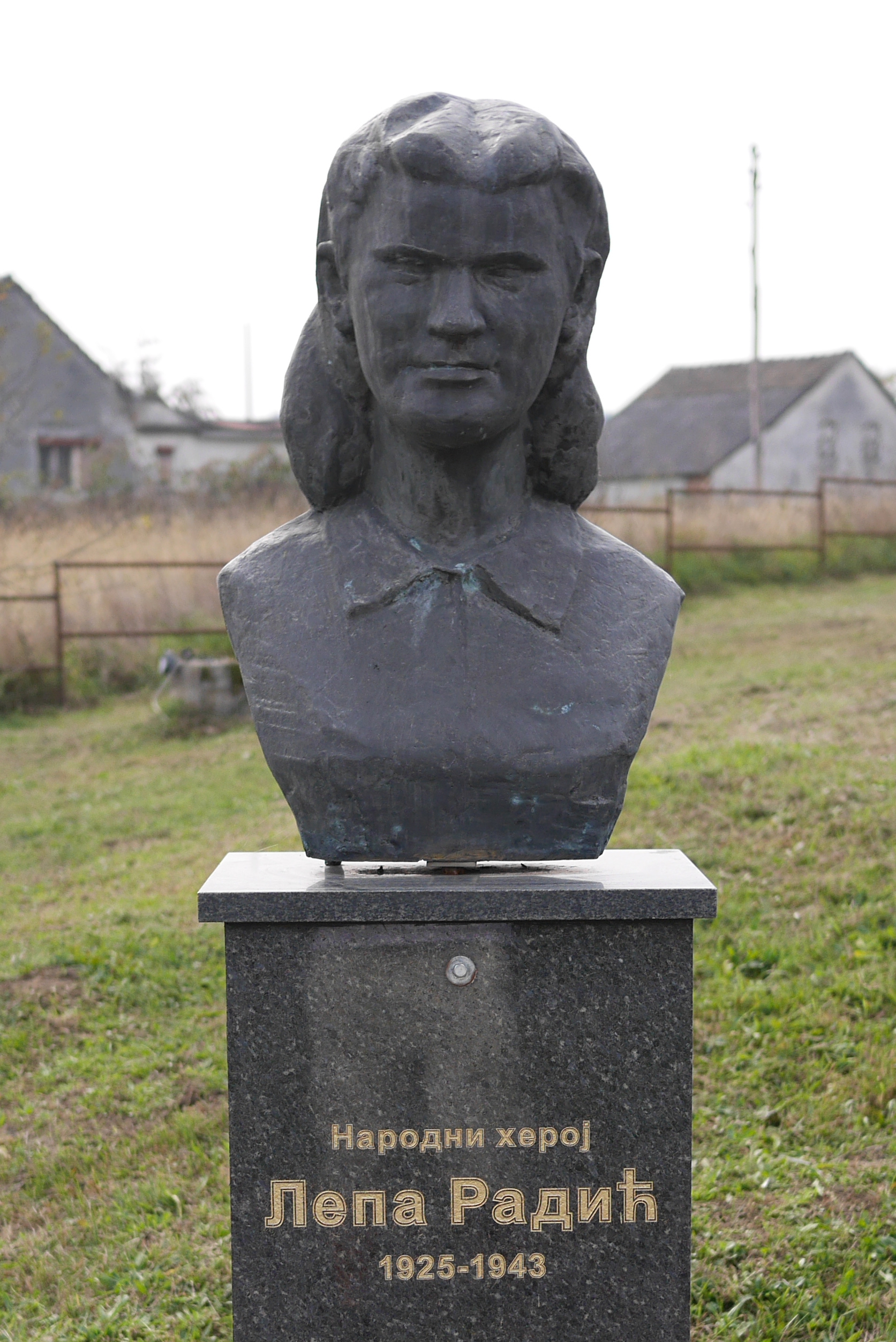
ビストリツァ記念公園のレパ・ラディッチの胸像。